# Nutzbremse

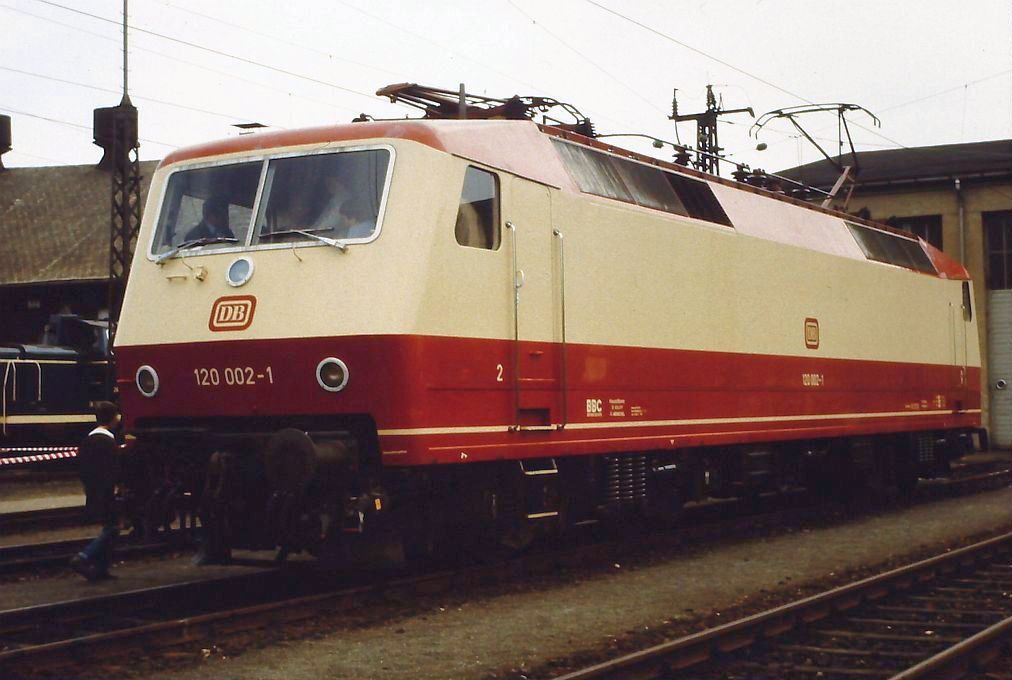
Ende der 1970er-Jahre entwickelte Drehstromlokomotive der DB-Baureihe 120.0, der Drehstromantrieb ermöglicht die Rückspeisung von Bremsenergie in die Fahrleitung

Die Nutzbremse oder Rekuperationsbremse ist eine Methode, um Bewegungsenergie in elektrische Energie umzuwandeln, und das Fahrzeug dadurch abbremsen zu lassen. Bei diesem regenerativen Bremsen muss die elektrische Energie dabei entweder abgespeichert (als Beispiel in Superkondensatoren oder Lithium-Ionen-Akkus) oder in ein elektrisches Netz (als Beispiel in das Fahrleitungsnetz) eingespeist werden. Verwendet wird sie z. B. bei elektrischen Lokomotiven, Triebwagen, Oberleitungsbussen, Förderbändern im Bergbau und Seilbahnen, insbesondere Erztransport- und Materialseilbahnen, Elektroautos, Hybridelektrokraftfahrzeugen und Verbrenner-Pkw mit Stromspeicher sowie Elektrofahrrädern.
Die Nutzbremse arbeitet wie jede elektrodynamische Bremse verschleißfrei. Die Bremswirkung kommt zustande, indem die Fahrmotoren als elektrische Generatoren betrieben werden. Eine solche Nutzbremse ist eine besondere Form der elektromotorischen Bremse. Im Gegensatz zur reinen Widerstandsbremse wird die aus der Bewegungsenergie zurückgewonnene elektrische Energie bei der Nutzbremse nicht in Bremswiderständen in Wärme umgewandelt, sondern entweder in das Fahrleitungsnetz zurückgespeist oder in einem Speicher im Fahrzeug, beispielsweise einen Akkumulator oder Superkondensator, gespeichert. Entsprechend der Antriebsleistung des Motors ist die Bremswirkung im Generatorbetrieb begrenzt.

## Schienenfahrzeuge

### Elektrischer Antrieb

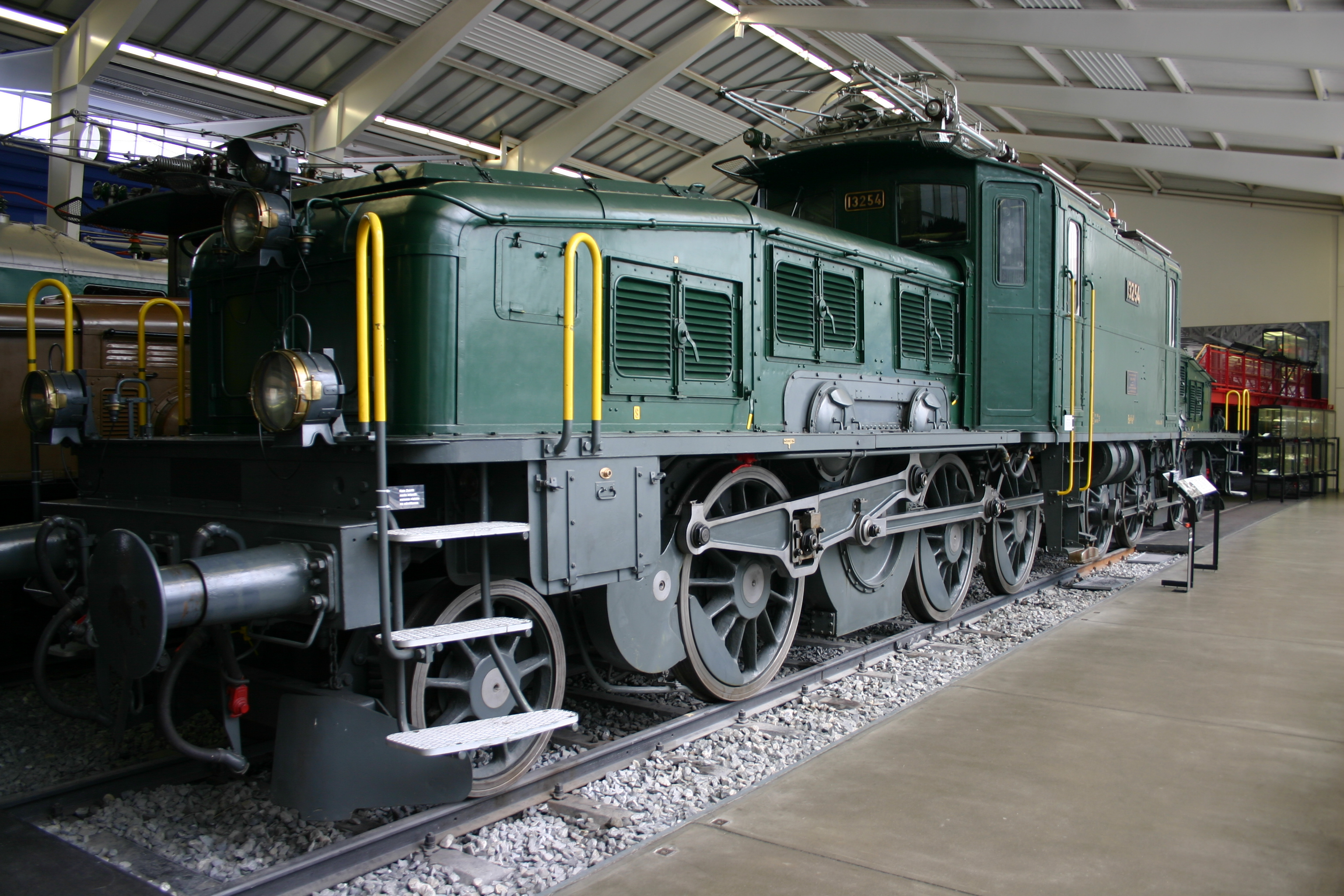
SBB Ce 6/8 „Krokodil“ mit Nutzbremse

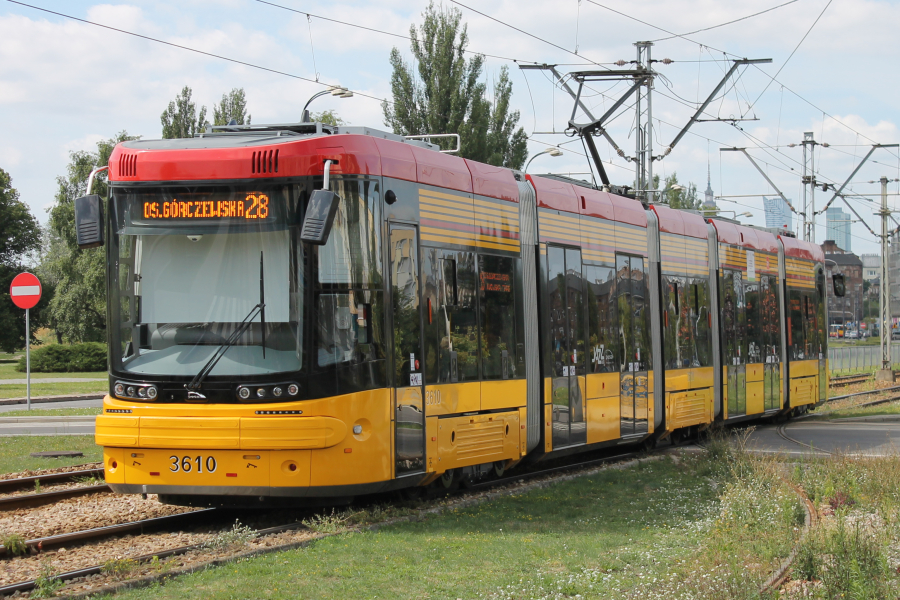
Die Straßenbahntriebwagen Pesa Jazz Duo speichern Bremsenergie in Superkondensatoren

Schon in der Anfangszeit der elektrischen Eisenbahnen wurden einige Lokomotiven mit Nutzbremsen ausgerüstet, zum Beispiel die SBB Ce 6/8 „Krokodil“. Beim Bremsen werden die Fahrmotoren zu Generatoren umgeschaltet. Der produzierte Strom wird bei konventionellen Wechselspannungslokomotiven und -triebwagen über komplexe Schaltungen wieder zum Transformator geleitet und in die Fahrleitung eingespeist. Mit dieser Technik war anfangs eine Rückgewinnung von nur etwa fünf Prozent der verbrauchten Energie möglich, die Bremskraft war zudem schwach und unregelmäßig. Diese Bremsen führten zu einer unerwünschten Blindstrombelastung des Fahrleitungsnetzes.
Mit Traktionsstromrichtern ausgestattete moderne Fahrzeuge können die Bremsenergie besser ausnutzen. Die Fahrmotoren der Lokomotive speisen dabei die Stromrichter mit Drehstrom. Diese wiederum wandeln die Energie in Wechselstrom um, der hochtransformiert und in die Fahrleitung eingespeist wird. Diese Schaltung funktioniert im gesamten Geschwindigkeitsbereich bis zur vollen Leistung der Fahrmotoren und erlaubt die Rückgewinnung von etwa 25 bis 30 Prozent der zum Antrieb benötigten Energie. Moderne Systeme können bis zu 40 % der für die Beschleunigung benötigten Energie zurückgewinnen.
Bei Drehstromeisenbahnsystemen, besonders dem norditalienischen Netz von etwa 1902 bis 1976, aber auch einigen Bergbahnen wie der Gornergratbahn bei Zermatt, wurden wesentlich höhere Rückspeisegewinne (um 50 %) bei einer sehr zuverlässigen Bremskraft mit einfachen Asynchronmotoren erreicht (siehe Geschichte des elektrischen Antriebs von Schienenfahrzeugen (Italien)).
Wechselstrom-Oberleitungsnetze können den von Triebfahrzeugen produzierten Strom im Normalfall immer aufnehmen, da sie rückspeisefähig sind und der Strom im gesamten Bahnstromnetz verwendet werden kann (lediglich bei massiven weiteren Störungen kann es zu Überlastungen und damit zu einem Stromausfall kommen, so etwa in der Schweiz am 22. Juni 2005). Gleichstromnetze sind, wenn sie nicht in das Landesnetz rückspeisefähig sind, nur bedingt aufnahmefähig; der eingespeiste Strom kann dann nur lokal verwendet werden. Wenn sich kein Abnehmer, beispielsweise ein bergfahrendes Fahrzeug, im selben Speiseabschnitt befindet, kann auch kein Bremsstrom eingespeist werden. Die Fahrleitungsspannung würde ansonsten unzulässig ansteigen. Um auch in Gleichstromnetzen eine Zwischenspeicherung der elektrischen Energie zu ermöglichen, gibt es Versuche beispielsweise mit Schwungrädern (Straßenbahnnetz Hannover) oder Superkondensatoren (Straßenbahn Warschau). Moderne Gleichstrom- und gleichstromfähige Mehrsystemlokomotiven verfügen über Bremswiderstände, damit auch in Situationen, in denen die elektrische Energie nicht rückgespeist werden kann, die verschleißfreien elektrischen Bremsen genutzt werden können.
Straßenbahnzüge können mit Kondensatoren (Doppelschichtkondensatoren) ausgerüstet werden, die die Bremsenergie an Bord speichern, um sie beim nächsten Anfahren zu nutzen. Weiterhin gibt es die Möglichkeit, Kondensatorstationen an den Strecken zu errichten, um die Energie aufnehmen zu können.

## Straßenfahrzeuge

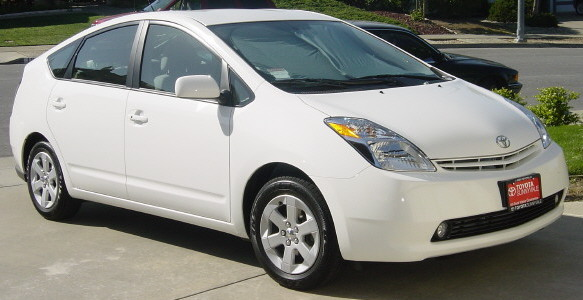
Toyota Prius, erster Großserien-Pkw mit Nutzbremse

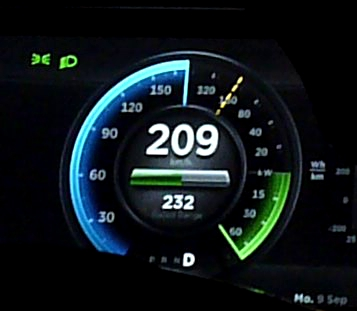
Ein Tesla Model S, der durch seine Nutzbremse mit über 60 kW bremst. Der Leistungsindikator wird dabei grün

Autos mit Elektro-, Hybrid- oder Gyroantrieb sind meist zur Nutzbremsung in der Lage. Sie führen Bremsenergie in ihre Akkumulatoren, in Akkumulatoren puffernde Superkondensatoren oder in ein Schwungrad zurück.
Auch Elektrofahrräder sind vereinzelt zur Nutzbremsung in der Lage.
BMW hat im Jahr 2007 unter dem Schlagwort Efficient Dynamics u. a. eine Bremsenergierückgewinnung für viele seiner Benzin- und Dieselfahrzeuge eingeführt. Dabei handelt es sich nicht um eine Rückgewinnung im eigentlichen Sinne, sondern das Laden der Bordbatterie wird, soweit möglich, nur bei Schubbetrieb (Motorbremse) des Fahrzeugs durchgeführt. Hierdurch wird im Reisebetrieb der Energieverbrauch des Generators und damit der Treibstoffverbrauch verringert.

### Auto-Rennsport

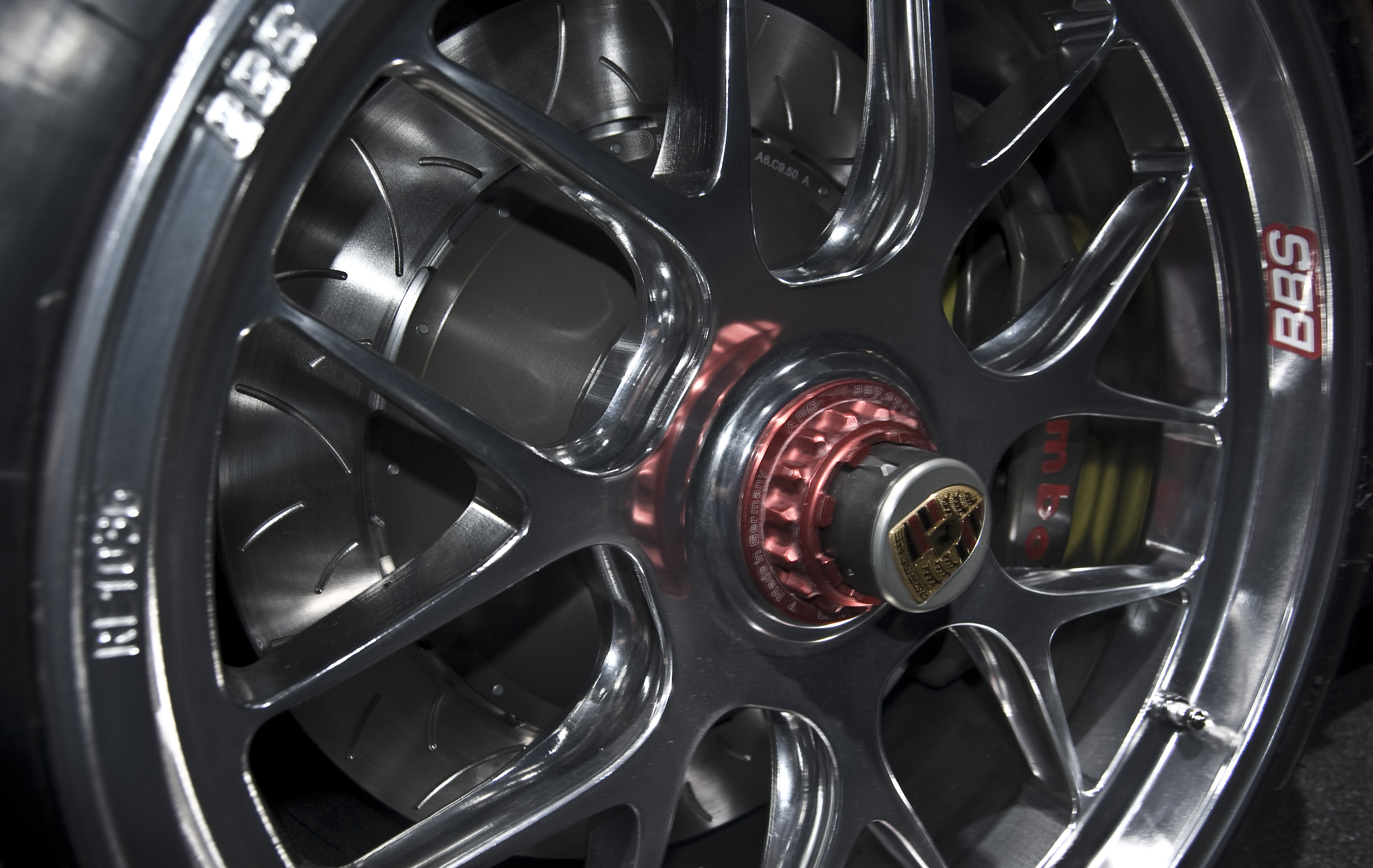
Nutzbremse (hinter der Felge) beim Porsche 911 GT3 R Hybrid

In der Formel 1 wird seit der Saison 2009 eine Variante der Nutzbremse, das sogenannte Kinetic Energy Recovery System, eingesetzt. Porsche hat beim Rennwagen 911 GT3 R Hybrid (2010) eine Nutzbremse eingebaut, bei der die gewonnene Energie in einen Schwungradspeicher eingespeist wird.